# Ichiyō Higuchi
Ichiyō Higuchi (樋口 一葉 Higuchi Ichiyō?,  Uchisaiwaichō, Tokio, Japón, 2 de mayo de 1872 – Tokio, Japón, 23 de noviembre de 1896) fue una novelista japonesa. Su nombre de nacimiento era Natsuko Higuchi (樋口 夏子 Higuchi Natsuko?), pero también era conocida bajo su otro seudónimo de Natsu Higuchi (樋口 奈津 Higuchi Natsu?). Especializada en cuentos, Higuchi fue una de las primeras escritoras importantes en surgir en el período Meiji (1868-1912), y la primera mujer escritora prominente de Japón de los tiempos modernos. Relativamente, Higuchi escribió poco debido a que tuvo una vida breve. Murió a los veinticuatro años, pero sus historias tuvieron un gran impacto en la literatura japonesa y aún es apreciada por el público japonés de hoy.
Higuchi era la única de entre sus pares cuya escritura se basaba en viejos modelos japoneses en lugar de occidentales. Sus trabajos son, además, muy apreciados por su uso de la lengua japonesa clásica.

## Primeros años
Higuchi nació el 2 de mayo de 1872 en el barrio de Uchisaiwaichō, Tokio, bajo el nombre de Natsuko Higuchi. Sus padres habían emigrado a la capital japonesa desde una comunidad agrícola de una provincia cercana. Su padre luchó para comprar una posición como samurái de bajo rango que luego perdería, trabajó para el gobierno municipal pero fue despedido y posteriormente invirtió todos los ahorros de la familia en un negocio que también fracasó. No mucho antes de esta debacle final, Natsuko, de catorce años de edad, comenzó a estudiar poesía clásica en uno de los mejores conservatorios poéticos, el Haginoya. Allí, recibió lecciones semanales de poesía y conferencias sobre literatura japonesa. También se llevaron a cabo concursos de poesía mensuales en el que todos los alumnos, pasados y presentes, fueron invitados a participar. La poesía enseñada en esta escuela fue la de los poetas de la corte conservadora de la época Heian. Higuchi siempre se sentía incómoda junto a otros estudiantes, de los cuales la mayoría eran de clase alta. El hecho de que tuviera vista corta, fuera modesta, pequeña y de cabello fino tampoco le ayudó en esto.
Su compulsión por escribir se hizo evidente en 1891, cuando comenzó a llevar un diario para escribir todo el tiempo. El diario llegaría a tener cientos de páginas que abarca lo que escribió en sus últimos cinco años de vida. Con sus sentimientos de inferioridad social, su timidez y el aumento de la pobreza de su familia, el diario era el único lugar donde Higuchi se sentía imponente. En el diario, a menudo escribía las entradas como si fuera una novela. De notable calidad e interés, el diario ha sido publicado en muchos idiomas entre los que se encuentra el español y el inglés.

## Esfuerzos para ser escritora
Natsuko, su madre y su hermana menor realizaban trabajos de costureras, lavadoras de ropa y algunos otros puestos. En 1892, después de ver el éxito que tuvo su compañero de clase, Kaho Tanabe, al escribir una novela, Natsuko decidió convertirse en novelista para mantener a su familia.
Sin embargo, sus primeros esfuerzos en la escritura de ficción eran en forma de cuento. En 1891, conoció al que sería su futuro consejero, Tosui Nakarai, asumiendo que este poeta que se convirtió en escritor de ficción la relacionaría con editores. Higuchi se enamoró de él rápidamente, sin saber que Nakarai tenía reputación de ser mujeriego. Tampoco se dio cuenta de que Nakarai solo escribía literatura popular cuyo objetivo era complacer al público en general y de ninguna manera quería ser asociado con literatura seria. Habiendo estudiado ficción en lugar de poesía, Natsuko se habría dado cuenta de que había elegido al mentor equivocado y que habría recibido muchos más beneficios con el asesoramiento de escritores como Shōyō Tsubouchi, Shimei Futabatei y Mori Ōgai.
Su mentor no le devolvió la pasión. Higuchi fue discreta con el amor que sentía por él, pero en cambio él la trataba como a una hermana menor. Esta relación no se convertiría en un tema recurrente en la ficción de Natsuko.
Con el tiempo, Higuchi consiguió la ruptura que estaba tan ansiosa por hacer: sus primeros cuentos fueron publicados en un periódico de nivel bajo usando el seudónimo de "Ichiyō Higuchi". Las historias de este primer periodo (1892-1894) sufrieron de la excesiva influencia de la poesía de Heian. Natsuko se sintió obligada a demostrar su formación literaria clásica. Las tramas eran muy cortas, hubo poco desarrollo de los personajes y fueron cargados con confianza excesiva, especialmente en comparación con lo que estaba escribiendo al mismo tiempo en su diario. Pero ella se desarrollaba rápidamente, y varios de sus temas de marcas aparecen. Por ejemplo, la relación triangular entre un joven solitario y una bella mujer que ha perdido a sus padres, un hombre apuesto que la ha abandonado (y permanece en el fondo de su corazón) y un don nadie solo y desesperado que se enamora de ella. Otro tema repetido de Natsuko fue la ambición y la crueldad de la clase media de la era Meiji.
La historia "Umoregi" (en la oscuridad) marcó la llegada de Natsuko como escritora profesional. Fue publicado en la prestigiosa revista Miyako no Hana en 1892, sólo nueve meses después de que comenzara a escribir en serio. Su trabajo fue notado y se le reconocía como una nueva autora prometedora.

## Últimos años

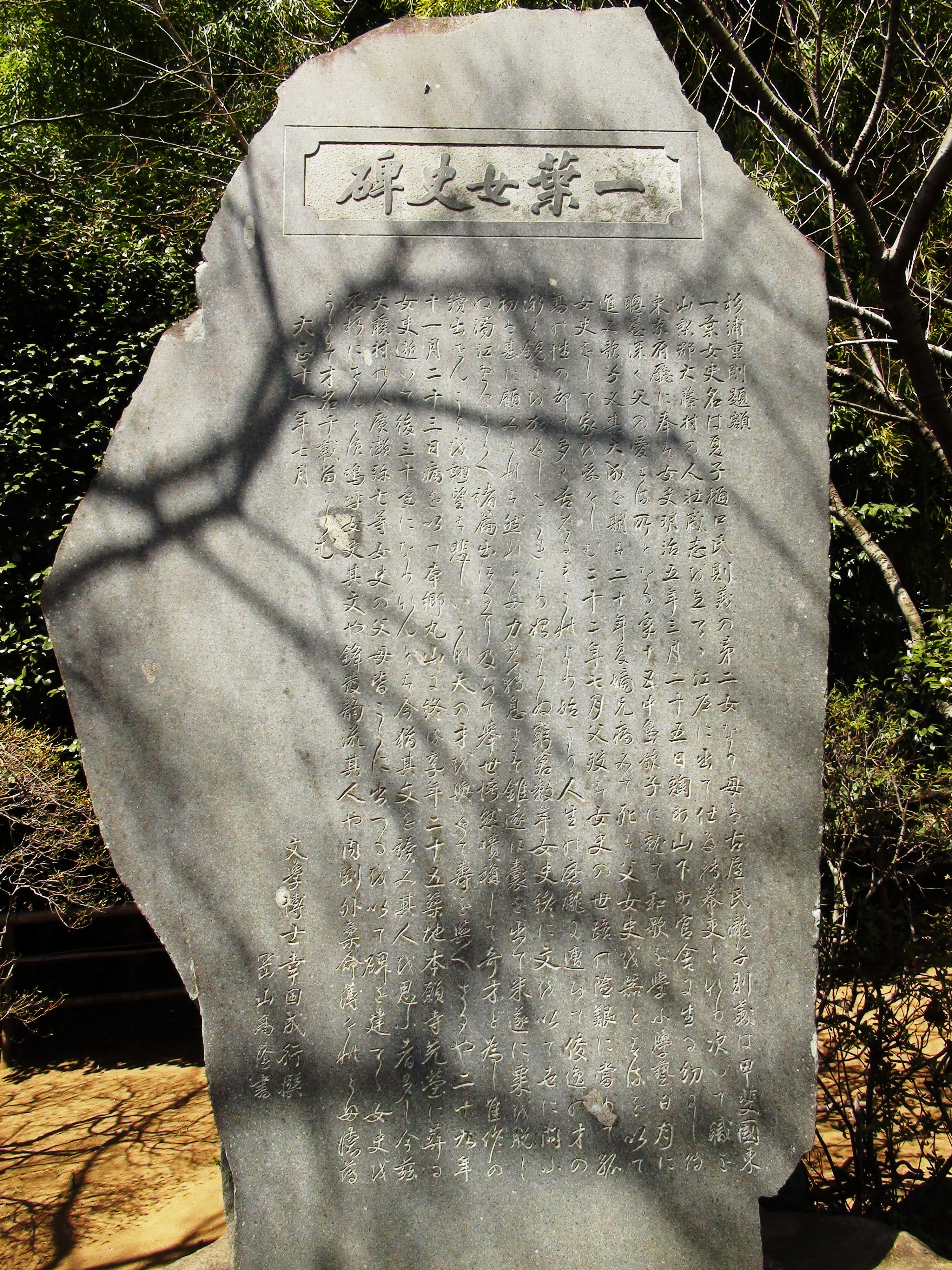
Monumento a Ichiyō Higuchi en su ciudad natal en el templo Jiunji o Jiun-ji de Koshu.

En 1893, Natsuko, su madre y su hermana abandonaron su casa de clase media y, con una gran determinación para sobrevivir, se mudaron a un barrio pobre donde abrieron una papelería que en poco tiempo fracasó. Su nueva morada estaba a cinco minutos caminando; un lugar de mala fama, el distrito de Yoshiwara, en Tokio. Su experiencia viviendo en este barrio proporcionaría material para varias de sus historias posteriores, incluyendo, sobre todo, Takekurabe (un juego de niños en la traducción de Robert Lyons Danly; también llamada Creciendo en la traducción de Edward Seidensticker.)
Las historias en su periodo de madurez (1894-1896) no sólo se caracterizaron por su experiencia vivida cerca del distrito rojo de Yoshiwara y una mayor preocupación por la difícil situación de las mujeres, sino también por la influencia de Ihara Saikaku, un escritor del siglo XVII, cuyas historias se habían tomado en cuenta recientemente. Su singularidad radica en gran parte en su aceptación de los personajes de los bajos fondos como sujetos literarios que valgan la pena. Natsuko agregó una conciencia especial del sufrimiento y de la sensibilidad. A este período pertenecen Ōtsugomori, Nigorie, Wakare-Michi, Jūsan'ya y Takekurabe. Los dos últimos se consideran su mejores trabajos.
Con estas últimas historias, su fama se extendió por toda la creación literaria de Tokio. En su humilde hogar, fue visitada por otros escritores, estudiantes de poesía, admiradores, curiosos, críticos y editores que solicitaban su colaboración.
Pero entre las interrupciones constantes y dolores de cabeza frecuentes, Natsuko dejó de escribir. Como su padre y uno de sus hermanos tuvieron antes, había contraído tuberculosis. Higuchi murió el 23 de noviembre de 1896, a la edad de veinticuatro años.
La imagen de Natsuko adorna el billete japonés de ¥5.000 desde el 1 de noviembre de 2004, convirtiéndose en la tercera mujer en aparecer en un billete de banco japonés, después de la emperatriz Jingu en 1881 y Murasaki Shikibu en 2000. Sus historias más conocidas han sido llevados al cine.

## Evaluación
Mayumi Mori, la primera escritora profesional desde los tiempos modernos y autora de "Iwanami no Shiki" (一葉の四季?) ("Iwanami Shinsho" (岩波新書?)), posiciona a las mujeres como "la primera decisión imprudente en la historia japonesa" de querer ponerse de pie sólo con novelas, En sus 24 años de vida, dejó obras que permanecen en la historia de la literatura japonesa moderna, especialmente durante el período de un año y dos meses justo antes de su muerte.
Mientras la casa se derrumbaba, continuó enorgulleciéndose de ser un samurái por el resto de su vida, pero también existe la opinión de que era difícil ganarse la vida. La vida era tan difícil que decidí romper el cepillo, pero vivir en los suburbios de Yoshiwara, donde abrí una tienda general, influyó en mi estilo. El estilo de escritura ecléctico de Ihara Saikaku describe el comportamiento de las mujeres en la era Meiji y el dolor que causa. "Takekurabe" se sitúa frente al templo Oonji, cerca de Yoshiwara, y representa a niños y niñas en torno a la adolescencia en frases emocionales. Mantengo un diario mientras cambio el título ("Wakaba Kake", "Satsunaka Nitsuki", "Brush Susahi", etc.) el valor de la literatura diaria también es alto.

## Familia
La familia Higuchi era la principal agricultora de Jurohara, pueblo de Nakahagihara, condado de Yamanashi, provincia de Kai (actualmente Enzan, ciudad de Koshu, prefectura de Yamanashi). Su abuelo, Hachizaemon, murió un año antes de que naciera Ichiyo, pero él era una persona que amaba aprender y estaba familiarizado con el haiku, kyoka y la poesía china. Cuando el puerto de Yokohama, también comenzó un negocio de exportación de hilo crudo. Ichiyo más tarde escribió "Nigorie", que describe la cultura y el espíritu rebelde de Hachizaemon superponiendo al abuelo como héroe.
Su padre, Noriyoshi Higuchi, era autoritario y prefería aprender agricultura. No le permitió a su hija Ichiyo casarse con Taki, así que fue a Edo como si se hubiera escapado. La confanza ganada por Noriyoshi por sus trabajos hechos en Bansho Shirabesho le dieron la oportunidad de convertirse en sirviente en el mismo lugar. Trabajaba para la oficina del gobierno de la prefectura de Tokio, pero fue despedido en 1876 (Meiji 9). En 1877 (Meiji 10), fue contratado por el Departamento de Policía Metropolitana, y en 1880 (Meiji 13), se centró en las finanzas oscuras y en la compra y venta de terrenos y casas mientras trabajaba. Con base en la información obtenida de oficio, se ganaba la vida comprando, vendiendo y gestionando bienes raíces como un negocio secundario.

## Cuaderno de Ichiyo
Además del diario, hay dos cuadernos que contienen borradores de trabajos y notas de encuestas. Ambos cuadernos son colecciones privadas, una con un borrador de "Farewell Frost" y la otra con un memorando de encuesta de "Umoreki". 
El primero es un cuaderno con renglones horizontales y encuadernado occidental con unas dimensiones de 19,2 cm de largo y 12,7 cm de ancho. La novena página es una copia a lápiz de "Tosa Nikki" del período Heian, del 4 de enero al 26 de febrero de 934. De la décima página, un fragmento de la novela titulado "Fukuru Kaze" está escrito con un pincel negro. A partir del contenido, se cree que este es un manuscrito indeciso de "Wakarejimo" publicado en el Kaishin Shimbun por Ichiyo bajo el seudónimo "Asaka no Numako" del 31 de marzo al 17 de abril de 1892 (Meiji 25). Una parte se reimprime en "Ichiyo Zenshu" de Chikuma Shobo.  
Este último es un cuaderno en el que está escrito el memorando de investigación de "Umoreki", y el original fue descubierto en los últimos años. La portada es un pequeño cuaderno de papel japonés y las dimensiones son 9 cm de largo y 6 cm de ancho. En noviembre de 1892, Ichiyo publicó "Umoreki", pero el contenido del cuaderno es la historia y el método de fabricación de la cerámica en horno Satsuma que aparece en la obra escrito con lápiz. El enfoque principal está en las notas de la encuesta. Además de este cuaderno, todavía hay manuscritos indecisos en "Umoreki". Además de la propia poesía china de Ichiyo sobre el tema del personaje principal de la obra literaria coreana "Kuun Yume", tomada de Tosui Nakarai, y un memorando de lectura de la "Colección de libros nuevos" leído en la Biblioteca de Ueno Tokio también están escritos. 

## Billete de 5000 yenes

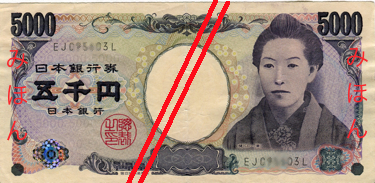
Higuchi en el billete de 5.000 yenes, establecido el 1 de noviembre de 2004.

El retrato de Higuchi ha sido usado en la superficie de los billetes de 5000 yenes del Banco de Japón, reemplazando a Inazo Nitobe de la emisión emitida el 1 de noviembre de 2004. Higuchi es la segunda mujer encontrada en los billetes por primera vez en 123 años desde la emperatriz Jingu, que fue adoptada para los billetes emitidos en 1881 (Meiji 14). Murasaki Shikibu está dibujado en el reverso del billete de 2000 yenes, que se emitió en 2000, pero no se trata como un retrato. Dado que hay poca barba y arrugas en la cara que son utilizados para evitar la falsificación, tomó tiempo levantar la placa y el inicio de la producción se retrasó en comparación con el billete de 1000 yenes de Hideyo Noguchi y el billete de 10000 yenes de Yukichi Fukuzawa.

## Obras

### Relatos
- Yamisakura (闇桜?) (marzo de 1892 "Musashino")
- Wakarejimo (別れ霜?) (abril de 1892 "Periódico Kaishin")
- Tama Keyaki (たま欅?) (abril de 1892 "Take Sashi no")
- Samidare (五月雨?  "lluvia, el comienzo del verano") (julio de 1892 "Take Sashi no")
- Kei Dzuku e (経づくえ?) (octubre de 1892 "Kō yō Shinpō")
- Umore ki (うもれ木?  "árbol Umore") (noviembre de 1892 "Miyako no Hana")
- Akatsuki Tsukiyo (暁月夜?) (febrero de 1893 "Miyako no Hana")
- Yuki no hi (雪の日?  "día nevado") (marzo de 1893 "Bungakukai")
- Koto no oto (琴の音?  "El sonido del koto") (diciembre de 1893 "Bungakukai")
- Hana go Mori (花ごもり?) (febrero de 1894 "Bungakukai")
- Kura (Yami) Yoru (暗（やみ）夜?  noche de oscuridad (tinieblas)) (julio de 1894 "Bungakukai")
- Otsugomori (大つごもり?) (diciembre de 1894 "Bungakukai")
- Takekurabe (たけくらべ?) (enero de 1895 - enero de 1896 "Bungakukai")
- Nokimorutsuki (軒もる月?) (abril de 1895 "Periódico Mainichi")
- Yukukumo (ゆく雲?) (mayo de 1895 "Taiyō")
- Utsusemi (うつせみ?) (agosto de 1895 "Periódico Yomiuri")
- Nigorie (にごりえ?) (septiembre de 1895 "Bungei Kurabu")
- Jūsan'ya (十三夜?  "Luna creciente") (diciembre de 1895 "Bungei Kurabu")
- Kono ko (この子?) (enero de 1896 "Nihon Osamu Katei")
- Wakaremichi (わかれ道?  "Tenedor en la calle") (enero de 1896 "Kokumin'notomo")
- Ura murasaki (uramurasaki) (うらむらさき（裏紫）?) (febrero de 1896 "Shin Bundan")
- Ware kara (われから?  "De nosotros") (mayo de 1896 "Bungei kurabu")

### Ensayos
- Ame no Yoru ― Sozorogoto (雨の夜―そゞろごと?) (septiembre de 1895 "Periódico Yomiuri")
- Gan ga ne ― Sozorogoto (雁がね―そゞろごと?) (octubre de 1895 "Periódico Yomiuri")
- Mushi no koe ― Sozorogoto (虫の声―そゞろごと?) (octubre de 1895 "Periódico Yomiuri")
- Hototogisu ― Suzurogoto (ほとゝぎす―すゞろごと?) (julio de 1896 "Bungei Kurabu")

## Libros de bolsillo (últimos años)
- Higuchi Ichiyō 1872-1896 (樋口一葉　1872-1896?) ("Chikumabunko" - 2008)
- Higuchi Ichiyō Wakashū (樋口一葉和歌集?  "Antología de poemas de Ichiyo Higuchi") (Editado por Keiko Imai "Chikumabunko" - 2005)
- Higuchi Ichiyō Nikki Shokan-shū (樋口一葉日記・書簡集?) (editado por Reiko "Chikumabunko" - 2005)
- Higuchi Ichiyō Shōsetsu-shū (樋口一葉小説集?  "Colección de novelas de Ichiyo Higuchi") (editado por Satoko Toshisuga "Chikumabunko" - 2005)
- Nigorie-Takekurabe (にごりえ・たけくらべ?) ("Iwanami Bunko" - 2003)
- Ōtsugomori jūsan'ya ta go-hen (大つごもり・十三夜　他五篇?) ("Iwanami Bunko")
- Ichi Ha Ren'ai Nikki (一葉恋愛日記?  "Una hoja del diario del amor") (Editado por Yoshie Wada "Kadokawa Bunko" - 1997)
- Ichi Ha Seishun Nikki (一葉青春日記?  "Una hoja del diario de la juventud") (Editado por Yoshie Wada "Kadokawa Bunko" - 1997)

### Obras principales
- Higuchi Ichiyō Zenshū (樋口一葉全集?  En español "Obras completas de Ichiyo Higuchi") Los seis volúmenes: Chikuma Shobobo, 1994.